# Broadway ved Nat
Broadway ved Nat (originaltitel Broadway After Dark) er en amerikansk stumfilm fra 1924 af Monta Bell.

## Medvirkende
- Adolphe Menjou som Ralph Norton
- Norma Shearer som Rose Dulane
- Anna Q. Nilsson som Helen Tremaine
- Edmund Burns som Jack Devlin
- Carmel Myers som Lenore Vance
- Vera Lewis som Mrs. Smith
- Willard Louis som Slim Scott
- Mervyn LeRoy som Carl Fisher
- James Quinn som Ed Fisher
- Edgar Norton